# Turboöversättning
Turboöversättning är en term som kommit att avse översättningar som produceras under stor tidspress. Ett tidigt exempel på företeelsen är Mårten Edlunds översättning av en Raymond Chandler-deckare 1943 vilken han översatte på tre veckor med arbetsdagar på 17-18 timmar.
Under senare år har det blivit allt vanligare att svenska översättningar från engelska av förväntade bestsellers tillkommit under tidspress; detta för att förlagen fruktat att läsare skulle tröttna på att vänta och köpa den engelska utgåvan. Ett fall där företeelsen uppmärksammades var J K Rowlings första vuxenbok Den tomma stolen (2012). På en vecka översattes boken till svenska av sex översättare och på så vis lyckades förlaget ha boken i bokhandeln redan två månader efter att arbetet påbörjats. 
Ännu en turboöversättning var Dan Browns Den förlorade symbolen (2009); också där samarbetade en rad översättare för att bli klara på en vecka.